# 菲爾布魯克 (明尼蘇達州)
菲爾布魯克（英語：Philbrook）是位於美國明尼蘇達州托德縣福恩萊克鎮區及維拉德鎮區的一個非建制地區。

## 歷史
菲爾布魯克原名里弗賽德（Birch Lake City），1880年改為現稱。菲爾布魯克的郵局於1889年成立，其後於1964年停運。

## 地理
菲爾布魯克所處的海拔為高於海平面381米（即1250英呎），而該地所採用的時區為UTC-6，即北美中部時區（CST）。同時該地設有夏令時間，為UTC-6調快一小時，即UTC-5（CDT）。